# Federalist No. 29
Federalist Paper No. 29 es un ensayo de Alexander Hamilton, el vigésimo noveno de The Federalist Papers . Fue publicado en The Independent Journal el 9 de enero de 1788 utilizando el seudónimo Publius, el nombre bajo el cual se publicaron todos los documentos de The Federalist . Se titula " Sobre la milicia". A diferencia del resto de los The Federalist Papers, que se publicaron en orden, el No. 29 no apareció hasta después del Federalista No. 36 . 
Hamilton argumenta que una milicia excesivamente grande puede dañar la fuerza laboral de una nación, ya que no todos pueden dejar su profesión para realizar ejercicios militares. Por lo tanto, una milicia más pequeña, pero aún bien regulada, es la respuesta. Al final, Hamilton concluye que la milicia, como está constituida directamente por el pueblo y administrada por los estados, no es un peligro para la libertad. 

## Antecedentes
Los Artículos de la Confederación fueron ratificados el 1 de marzo de 1781 para ser la primera constitución de las 13 colonias. Su formación surgió de la urgente necesidad de estabilizar las colonias recién liberadas de la administración británica. Se hizo evidente que la prosperidad futura dependía de una nueva estructura que devolviera el poder al gobierno general. Al principio, la gente no estaba segura de si esta reforma sería beneficiosa o perjudicial para la sociedad futura. Alexander Hamilton, James Madison y John Jay escribieron colectivamente ochenta y cinco ensayos, conocidos como los Federalist Papers, para persuadir a la gente de que la nueva constitución será una ayuda para el crecimiento de la joven nación. Históricamente, las milicias han sido una parte intrincada en la vida de las personas antes y después de las colonias. Las milicias separadas habrían sido enormemente insuficientes en términos de comparabilidad para luchar contra un ejército como los británicos. 

## Argumento de Hamilton
La principal responsabilidad de la milicia sería proteger a la nación de fenómenos que pueden o pondrán en peligro la seguridad nacional. Primero, en "Federalist No. 29", Hamilton escribe que, "No se requiere habilidad en la ciencia de la guerra para discernir que la uniformidad en la organización y la disciplina en la milicia sería atendida con los efectos más beneficiosos". A diferencia de las milicias del pasado, Hamilton veía a las nuevas milicias como un grupo uniformado similar al de un ejército organizado. Además, contendrían el mismo tipo de inteligencia a la que tendrían acceso los militares. El ensayo también indicó que cada estado será responsable de tener su propia milicia. Además de que el gobierno federal tenga su participación, cada estado individual será responsable de la capacitación y selección de varios funcionarios que cumplan con los requisitos que les haya dado el Congreso. Hamilton consideró que tener estas milicias también le daría poder a la propia Unión y evitaría que los civiles se sintieran confinados por el poder del gobierno federal. Las milicias también reducirían la necesidad de construir campamentos militares, disminuyendo la sensación de la presencia del gobierno. El plan de Hamilton incluía muchas innovaciones que acompañarían a esta nueva milicia basada en el estándar que él veía ideal. Un cambio importante sería el personal en que consisten las milicias. En lugar de solo un grupo desorganizado formado por personas aleatorias, las milicias estarán compuestas por civiles bien entrenados en el mismo nivel o cerca del de un soldado militar. (James Madison, John Jay, The Federalist, books.google.com).  Estas palabras habrían sido bien conocidas por los padres fundadores que datan de al menos las tres Resoluciones de Patric Henry el 23 de marzo de 1775 en la Convención de Virginia, celebrada en la Iglesia Parroquial de Henrico, ahora llamada Iglesia de San Juan, y de hecho son prácticamente un cita de la primera resolución de Patrick Henry. Hamilton señala que el tamaño general de la milicia tenía que ser realista. Indicó que una milicia excesivamente grande podría tener un impacto negativo en la economía laboral. Por lo tanto, él cree que funcionaría de manera más apropiada si las milicias serían preferiblemente más pequeñas y mejor entrenadas. "Esto no solo disminuirá la demanda de establecimientos militares, sino que si las circunstancias obligan en algún momento al gobierno a formar un ejército de cualquier magnitud, ese ejército nunca podrá ser formidable para las libertades de la gente mientras haya un gran cuerpo de ciudadanos, poco, si acaso, inferior a ellos en la disciplina y el uso de armas, que están dispuestos a defender sus propios derechos y los de sus conciudadanos. Este me parece el único sustituto que se puede diseñar para un ejército permanente, y la mejor seguridad posible contra él, si es que existe ".   
Luego, Calle ataca a los críticos de la Constitución que argumentan que el gobierno federal abusará de su poder de milicia. Al comparar sus críticas con "que exhiben nada más que formas espantosas y distorsionadas", argumenta que son "absurdos". Tomando, por ejemplo, las "sugerencias exageradas e improbables que han tenido lugar respecto al poder de llamar a los servicios de la milicia", señala lo absurdo de la idea de que el gobierno federal podrá llamar a las personas de sus hogares para someterlas.
En última instancia, Hamilton argumenta, que la milicia se utilizará para defender a un "estado vecino" de un "enemigo común" o para "proteger a la república". Por su naturaleza, la milicia no será fácil de abusar para el gobierno federal y actuaría como un control sobre la tiranía.

## Anti Federalista / Argumento de Oposición
En los documentos antifederalistas, los autores escribieron sobre su preocupación por dar más poder al Gobierno Federal. "Centinel temía no solo a un ejército permanente sino al abuso de las milicias locales por parte del gobierno nacional". (Paul Finkelman, completo antifederalista, beca.law.cornell.edu). Cuando se trataba de las milicias, un autor que escribió bajo el seudónimo " Centinel " sintió que las milicias eran solo otra herramienta que el gobierno general tenía que usar, por mucho que quisiera. Otros autores, como Luther Martin de Maryland, cuestionaron de manera similar el control federal sobre las milicias estatales. Martin temía que la autoridad del Congreso sobre las milicias significara que "la única defensa y protección que el estado puede tener para la seguridad de sus derechos contra las invasiones arbitrarias del gobierno general, se saca completamente del poder de sus respectivos Estados, y se coloca bajo el poder del Congreso ". (Paul Finkelman, completo antifederalista, beca.law.cornell.edu). Martin continuó mostrando sus preocupaciones sobre el poder que tendría el gobierno federal al decir que los estados quedan básicamente inútiles y podrían convertirse fácilmente en "esclavos" del gobierno nacional. A pesar de tener milicias en cada estado, el gobierno federal todavía tenía poder sobre las milicias. Alexander Hamilton entendió la oposición a las opiniones federalistas sobre las milicias.  Hamilton escribió que la milicia estaría compuesta por soldados que no solo protegerían y servirían a su país, sino que garantizarían que no se corrompa. Hamilton argumenta a los críticos que dudan de que se confíe en la milicia y se olviden de que la milicia está compuesta por personas que el ciudadano promedio conocería y en el que confiaría.